# Kamienica Pod Czarnym Orłem przy ulicy Białoskórniczej we Wrocławiu
Kamienica Pod Czarnym Orłem lub Dom Pod Czarnym Orłem, Pod Pruskim Orłem – niezachowana barokowa kamienica przy ulicy Białoskórniczej 43 we Wrocławiu.

## Historia kamienicy i jej architektura

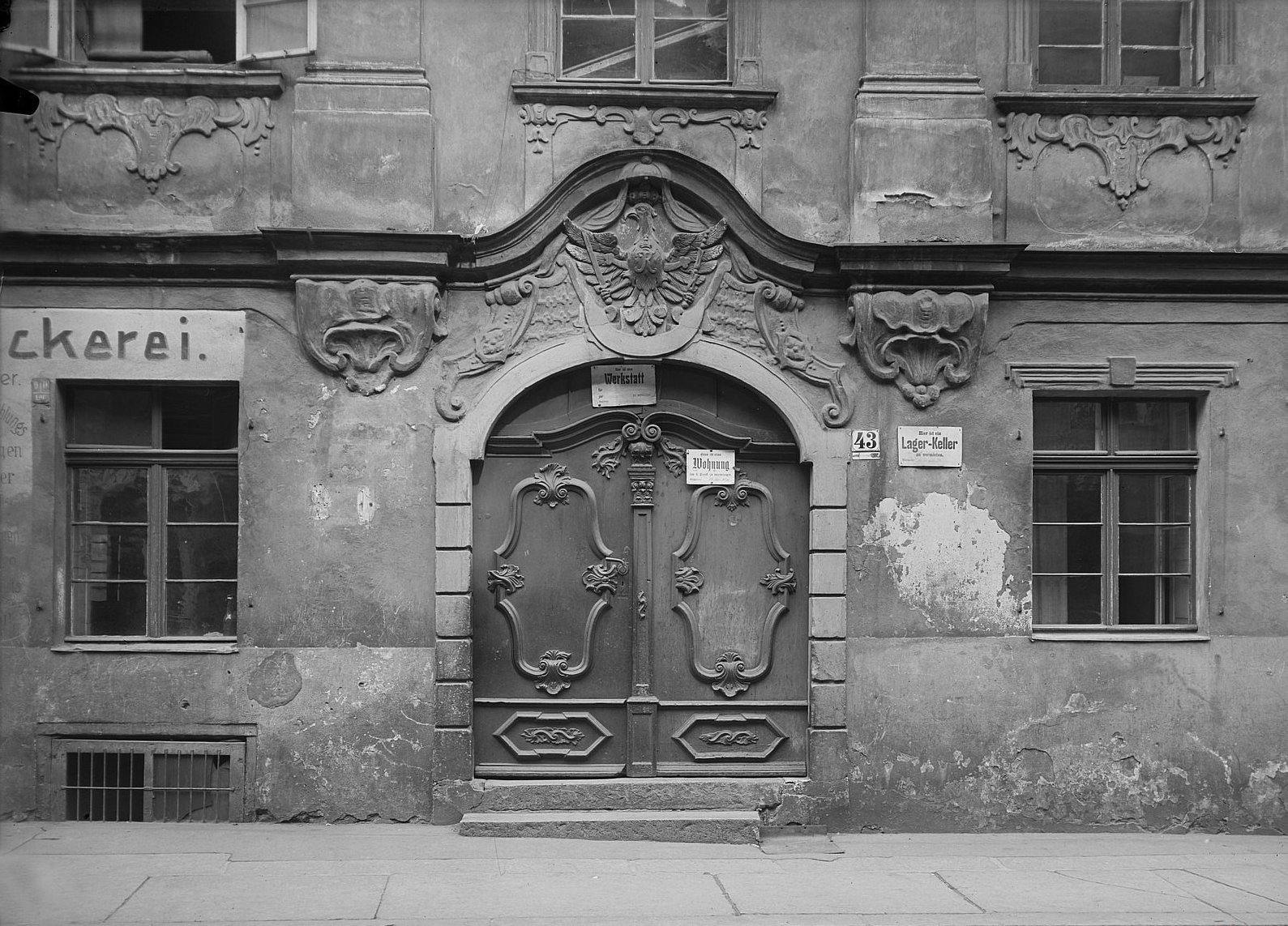
Portal kamienicy

W 1730 roku lub przed 1750 rokiem na miejscu dwóch wcześniejszych, renesansowych kamieniczek, wzniesiono nową, czterokondygnacyjną, pięcioosiową kamienicę czynszową o barokowym wystroju. Ściana fasadowa, szczytowa i piwnice były murowane. Pozostała część budynku, wraz ze szczytem, wykonana została w technice szachulcowej. Kamienica była trzytraktowa, przy czym trakt trzeci, tylny, stanowiły galerie, początkowo otwarte, wychodzące na wewnętrzną fosę tzw. Czarną Oławę. Na każdym piętrze znajdowały się dwuizbowe mieszkania, w trakcie środkowym znajdowały się schody oraz pomieszczenia kuchenne.
Elewacja na drugiej i trzeciej kondygnacji artykułowana była pilastrami wielkiego porządku umieszczonymi w skrajnych osiach i pomiędzy osią środkową. W osi środkowej znajdował się portal wejściowy o eliptycznie sklepionym otworze wejściowym, nad którym umieszczone było w kartuszu godło domu. Drzwi były ozdobione barokową snycerską dekoracją. W części dachowej znajdowała się facjata. Nad oknami znajdowały się naczółki w formie łuków, a w środku nich znajdowała się płaskorzeźbiona dekoracja. Podobne rzeźbienia znajdowały się w płycinach podokiennych. W czwartej kondygnacji znajdowały się małe prostokątne okna. W dachu kalenicowym umieszczono dwie lukarny.
W XIX wieku w kamienicy mieściła się siedziba urzędu podatkowego, a na początku XX wieku znajdowała się tu pracownia cyzelatorsko-złotnicza Tillmanna Schitza. W latach 20. XX wieku w budynku umiejscowiona była drukarnia
Kamienica ze względu na piękną barokową elewację była wielokrotnie przedstawiana na grafikach i zdjęciach, m.in. uwiecznił ją Otto Ferdinand Probst w 1898 roku oraz fotograf Eduard van Delden.
Kamienica została zniszczona w 1945 roku.